# Тагна
Тагна — деревня в Заларинском районе Иркутской области России. Входит в состав Моисеевского муниципального образования. В 1926—1930 годах была центром Тагнинского района.

## География
Находится примерно в 41 км к западу от районного центра.

## Население
| 2002 | 2010 | 2011 | 2012 |
| ---- | ---- | ---- | ---- |
| 651  | ↘575 | ↘573 | ↗595 |

По данным Всероссийской переписи, в 2010 году в деревне проживало 575 человек (281 мужчина и 294 женщины).

## Известные уроженцы, жители
Мичурин, Василий Константинович — советский физик, музыкант, преподаватель Ярославского педагогического института, организатор науки.